# 크로케쉘브
크로케쉘브(Kråkesølv)는 2007년 12월 노르웨이 보되에서 설립되어 노르웨이 내에서 매우 큰 호평을 받고있는 록 밴드이다. 밴드는 프레드릭 윌리엄 올센과 토마스 리탕엔이 멤버로 있던 '상심'(Bodo)이 활동을 할 때부터 명성을 얻기 시작했다.